# Bukspottkörtel

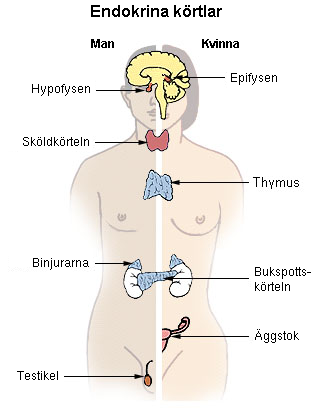

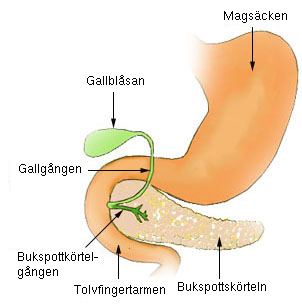

Bukspottkörtel, pankreas eller pancreas(grekiska pan- och krẹas(kött): helt av kött) är ett körtelorgan hos ryggradsdjur. Den består av en exokrin del (utsöndrar enzymer och bikarbonat som bryter ned födoämnen) och en endokrin del (insöndrar insulin, glukagon och somatostatin).

## Anatomi
I människor är bukspottkörteln ett 15–25 cm långt organ i buken och ligger bakom magsäcken och i nära anslutning till tolvfingertarmen. Bukspottkörteln kan delas in i tre regioner:
Bukspottkörtelgången (ductus pancreaticus) löper genom bukspottkörteln och tömmer pankreassaft i den andra delen av tolvfingertarmen (området kallas för Vaters ampull samt ampulla hepatopancretica). Gallgången ansluter sig till bukspottkörtelgången i närheten av den punkten. Vissa personer har även en andra bukspottkörtelgång (ductus pancreaticus accessorius) som utlöper ovanför huvudgången (och gallgången) och är en embryonal rest.
Bukspottkörteln har sin blodförsörjning framförallt via mjältartären och tarmkäxartären. Venöst avflöde sker via en primär ven som ansluter sig till portådern.

### Endokrin del
Det finns fem huvudtyper av celler i de Langerhanska öarna, vilka är:
| Cellernas namn | Hormon de producerar   | % av öarnas celler | Fysiologisk funktion                         |
| betaceller     | Insulin och Amylin     | ≈ 70 %             | Glykemisk kontroll (sänker blodsockret)      |
| alfaceller     | Glukagon               | 20 %               | Höjer blodsockret                            |
| deltaceller    | Somatostatin           | < 10 %             | Motverkar utsöndring av insulin och glukagon |
| PP-celler      | Pankreatisk polypeptid | < 5 %              | Motverkar utsöndring av exokrina produkter   |
| epsilonceller  | Ghrelin                | < 1 %              | Stimulerar aptit                             |

De Langerhanska öarna är en kompakt samling av endokrina celler som är ordnade i kluster och som genomsyras av ett kapillärnät. De flesta av öarnas celler står i direkt kontakt med blodet i kapillärerna, och kan därmed utsöndra sina produkter direkt till blodet.

### Exokrin del
Den exokrina delen utsöndrar pankreassaft innehållande enzym till tolvfingertarmen (duodenum) som deltar i nedbrytning av födoämnen. Bland annat lipaser, proteaser, amylaser och nukleaser. Proteaser utsöndras till största del i zymogen form, d.v.s. som inaktiva proenzym. Detta på grund av att proteaserna inte ska bryta ner pankreas och spridas till bukhålan (abdomen)
samt övriga organ. Det finns en aktiv form av trypsin, ett proteas som hämmas av en trypsin-inhibitor i pankreas. 
Väl i tolvfingertarmen (duodenum) aktiverar trypsin de övriga proteaserna chymotrypsinogen, proelastas och prokarboxypeptidas till chymotrypsin, elastas och karboxypeptidas där de bryter ner proteiner.

## Skadeverkningar på bukspottkörteln

### Pankreatit
Pankreatit innebär att bukspottkörteln blivit inflammerad. Akut pankreatit beror huvudsakligen på överdriven alkoholkonsumtion eller gallsten, men även vissa läkemedel som ACE-hämmare och viss diuretika kan vara bakomliggande. Orsak till kronisk pankreatit är huvudsakligen ett långvarigt alkoholmissbruk men även bakomliggande sjukdomar så som hemokromatos.

### Bukspottkörtelcancer
Den största och säkraste riskfaktorn för cancer i bukspottkörteln är tobaksrökning. Kronisk pankreatit kan likaså öka risken och således är återigen långvarig alkoholkonsumtion en riskfaktor. En koppling med snus har påtalats och i en utredning på uppdrag av EU-kommissionen drogs slutsatsen att former av rökfri tobak är cancerogena och att bukspottkörteln är "a main target organ", kopplingen har dock blivit ifrågasatt.
Då körteln är placerad omgiven av vitala organ sprider sig cancern inte sällan till närliggande lever, lungor och tarmar. 2011 var den relativa 10-årsöverlevnaden 3,3% för män och 4,4% för kvinnor.

### Exempel på övriga sjukdomar i bukspottkörteln
- Diabetes
- Tumörer
- Cystisk fibros
- Bukspottkörtelsvikt